# Arboretum Koutiala
El Arboreto Koutiala en francés: Arboretum Koutiala es un parque, jardín botánico y arboreto con una colección de robles, que se encuentra en la comunidad de Alençon, Francia.
El arboreto ofrece colecciones de plantas de climas templados húmedos y pequeños rincones de descanso. Con una superficie de más de cinco hectáreas es uno de los mayores espacios verdes Alençonnais.

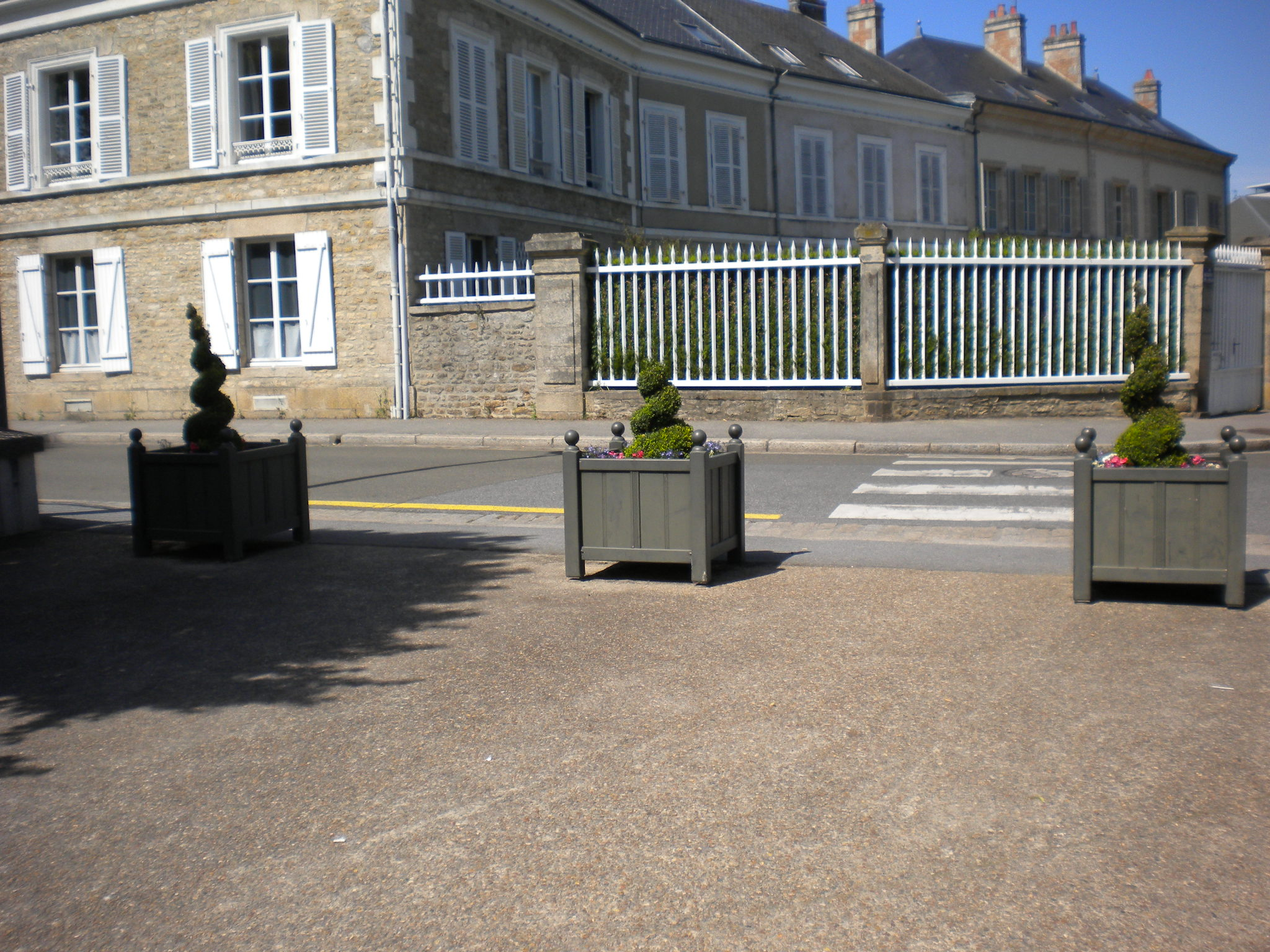
Arbustos tallados a la entrada del parque.

## Localización
El Arboretum Koutiala se encuentra en Alençon en el límite de Saint-Germain-du-Corbéis.
Está delimitado por el río Sarthe así como por el "boulevard de Koutiala".
Los accesos principales al parque de "Arboretum Koutiala" se encuentran en el "boulevard de Koutiala".
Arboretum Koutiala boulevard de Koutiala 61000 Alençon departement de Orne, Basse-Normandie, France-Francia.
Planos y vistas satelitales.48°25′28″N 0°04′36″E / 48.42444, 0.07667
El parque se puede visitar todos los días del año, no se cierra por la noche.
Está servido por la línea 3 del transporte urbano de la comunidad urbana de Alençon, la parada más cercana se llama belle charpente.

## Historia
En unos terrenos de 35 000 m², se efectuó una plantación de 291 árboles en 1997.
El nombre del arboreto coincide con el bulevar aledaño, que fue nombrado Koutiala desde el 26 de septiembre de 1970 fruto del acto de hermanamiento entre la ciudad de Alençon y la ciudad de Koutiala a Malí.

## Colecciones
La primera parte contiene 8 tipos diferentes de árboles de hoja caduca álamos, sáuces, fresnos, liquidámbar americano, tuliperos, alisos y coníferas.
En un sinuoso camino, los visitantes descubren una segunda parte dedicada exclusivamente a una colección de robles.
Señalización que permite al visitante descubrir los árboles por sí mismo.
Algunas vistas del "Parc des Promenades" junto al "Arboretum Koutiala".

Vistas
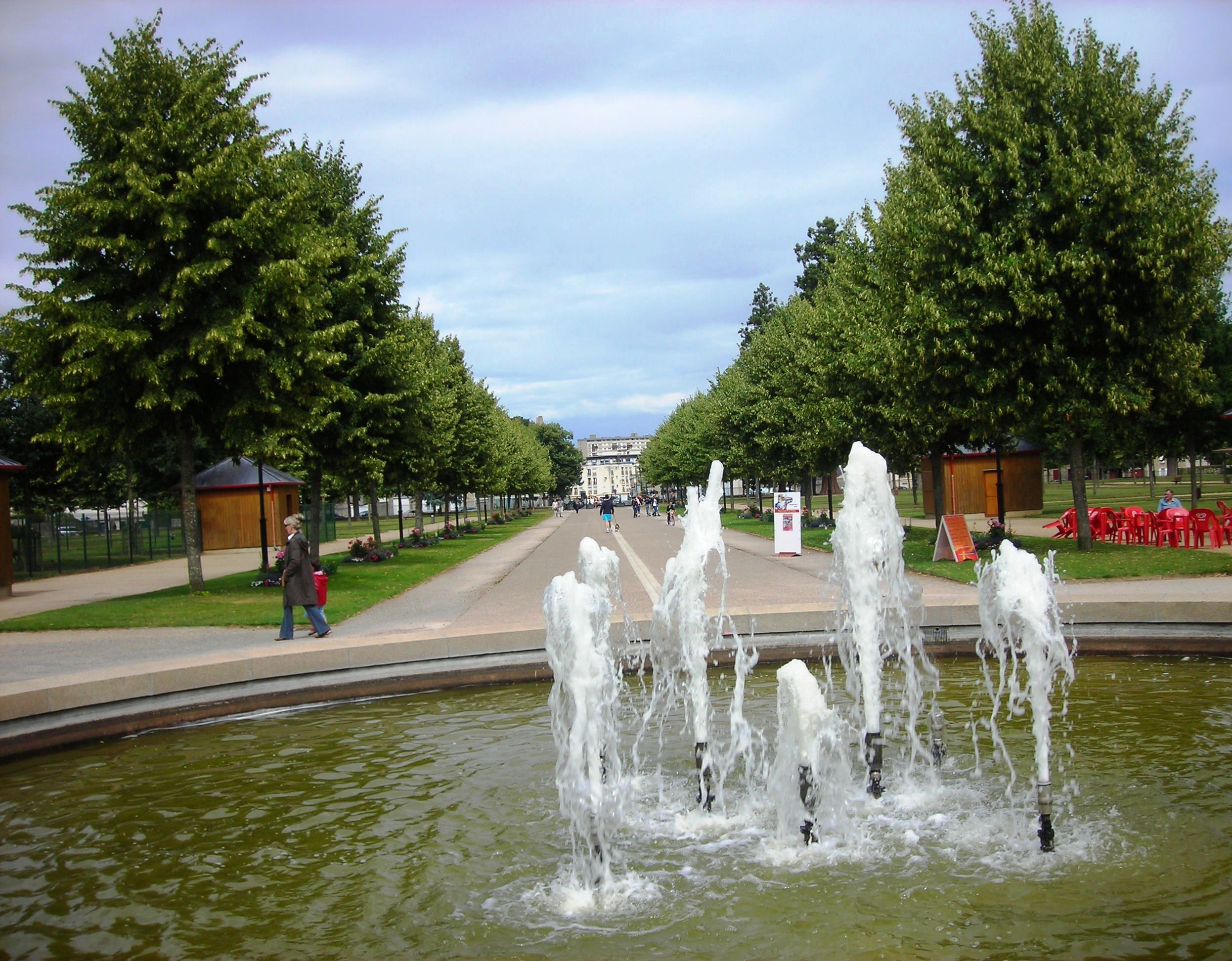
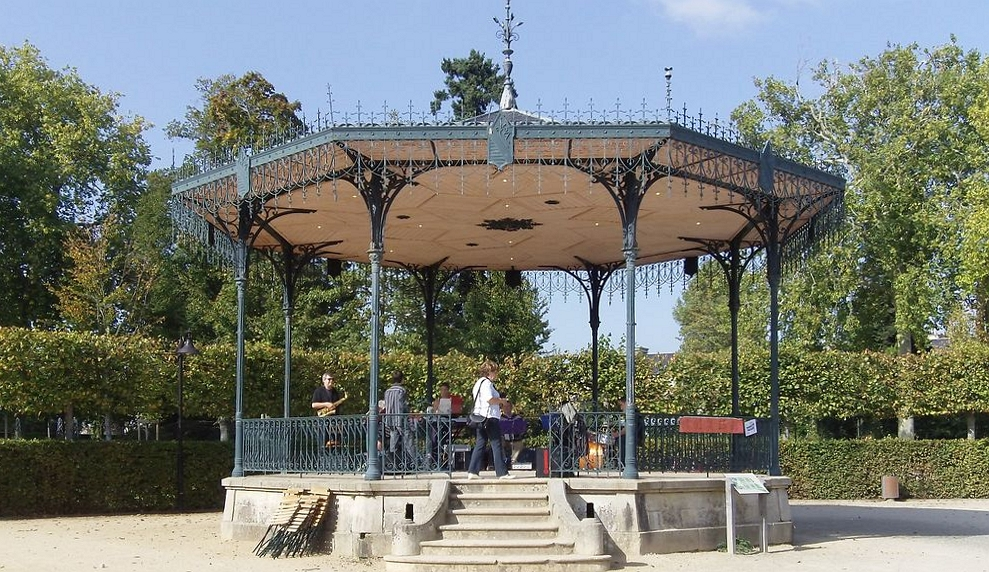
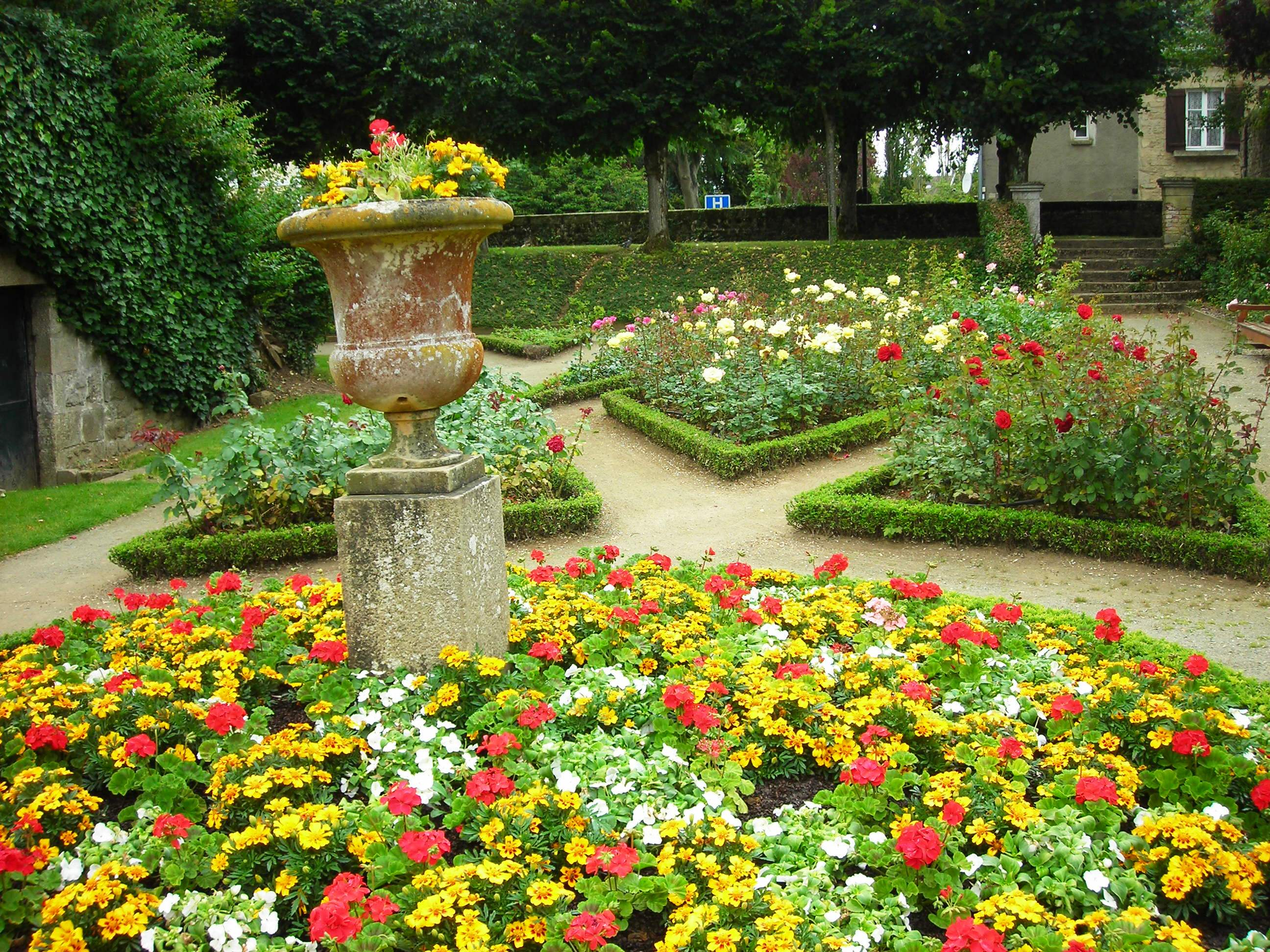